# 塔瓦大区
塔瓦大区（Région de Tahoua）是尼日爾的一個大區，位於該國西部，西北鄰馬里，南鄰尼日利亞。面積106,677平方公里，占全國面積8.4%；2001年人口1,972,729人。首府塔瓦。下分7縣。首府是塔瓦。省內游豐富的磷矿、锡石等矿业资源，阿拉伯树胶、洋葱加工等原材料工業也比較發達。
1. ↑  . hdi.globaldatalab.org.   [2018-09-13]. （原始内容存档于2018-09-23） （英语）.